# Туркменистан и НАТО
Отношения НАТО с Туркменистаном следует рассматривать в рамках программы «Партнёрство ради мира», членом которой Туркменистан стал в 1994 году. Статус постоянного нейтралитета ограничивает сотрудничество Туркменистана с НАТО участием представителей Туркменистана в курсах по безопасности.

Члены программы «Партнёрство ради мира».
Бывшие члены, присоединившиеся к НАТО.

Резолюцией 50/80А Генеральной Ассамблеи ООН за Туркменистаном закреплён статус постоянно нейтрального государства.

## История
Сотрудничество между НАТО и Туркменистана была начато в 1992 году, когда страна вошла в состав Совета Евро-Атлантического партнёрства. Следующим этапом продвижения отношений стало присоединение Туркменистана к программе «Партнёрство ради мира» в 1994 году. В 1995 году Туркменистан и НАТО утвердили первую для страны Индивидуальную программу партнёрства.
В 2007 году президент Туркменистана Гурбангулы Бердымухамедов встретился в штаб-квартире НАТО с Генеральным секретарём НАТО Яап де Хооп Схеффер.
Новый этап сотрудничества произошёл в 2007 году, когда Туркменистан активно подключился к участию в экспериментальном проекте Совета Россия—НАТО по обучению кадров Афганистана и Центральной Азии методам антинаркотической борьбы, а новый президент Г. М. Бердымухамедов впервые посетил штаб-квартиру НАТО. После этого в немецком «Шпигель» появилась информация о подготовке к передаче в пользование НАТО военно-воздушной базы в городе Мары. По словам эксперта по странам Центральной Азии М. Лаубша, ещё в феврале-марте мы получили информацию о том, что команда Бердымухамедова, помимо газа и нефти, сделала акцент на развитии другого аспекта отношений с Западом — использование выгодного геополитического положения Туркмении.
Этому способствовало то, что Альянс, пригласив президента Бердымухамедова на саммит в Бухарест в апреле 2008 года, заручился поддержкой того, что аэродром в Марах может быть использован НАТО в случае непредвиденных обстоятельств. В итоге в 2008 году НАТО добилась от Туркменистана согласия на использование своей территории для тылового обеспечения Международных сил содействия безопасности. Самолёты НАТО получили возможность приземляться на военных аэродромах Туркменистана. Это привело к тому, что транспортные полёты из Европы в Афганистан через Туркменистан увеличились на 20 %.
Также в рамках Индивидуальной программы партнёрства проходит ознакомление туркменских кадров с вопросами НАТО и Партнёрства ради мира, а также углубление взаимодействия по таким направлениям, как пограничный контроль и безопасность на границах, гражданское чрезвычайное планирование, формирование оборонного бюджета и управление оборонным сектором. Также представители Вооружённых сил Туркменистана участвуют в ряде курсов, организованных Североатлантическим союзом в Школе НАТО в Обераммергау (Германия) и других учреждениях. НАТО и Туркмения активно сотрудничают в области безопасности, связанных с наукой и охраной окружающей среды.

## Рамки сотрудничества
Регулярный политический диалог происходит в рамках Совета Евро-Атлантического Сотрудничества. Кроме того, специальный представитель Генерального секретаря НАТО по Кавказу и Центральной Азии посол Роберт Ф. Симмонс проводит на высоком уровне политический диалог с руководством Туркменистана посредством регулярных поездок в страну.
НАТО и Туркменистан развивают практическое сотрудничество в ряде областей на основе программы индивидуального партнерства. Сотрудничество Туркменистана с НАТО направлено на введение и ознакомление туркменских кадров с НАТО и Партнёрства ради мира (ПРМ), а также повышение углубление сотрудничества в таких областях, как пограничный контроль и безопасность, гражданского планирования и оборонного планирования. Туркменистан активно участвует в пилотном проекте Совета Россия—НАТО.

## Основные направления сотрудничества

### Сотрудничество в области безопасности
На основе своей политики постоянного нейтралитета, Туркменистан не предоставляет свои военные подразделения или инфраструктуру в контексте операций под руководством НАТО. Тем не менее, Туркменистан готов внести свой вклад, на индивидуальной основе к случаям, которые связаны со стихийным бедствием, гуманитарных и поисково-спасательных операциях. Чиновники из вооружённых сил Туркменистана участвуют в мероприятиях, способствующих обмену знаний и информации. Тематика мероприятий охватывает контроль над вооружениями, разоружения и нераспространения оружия, закон вооружённых конфликтов, а также курсы, направленные на ознакомление офицеров с методами борьбы с терроризмом и незаконной торговлей оружием, безопасности границ, планирования оборонных бюджетов, языковой подготовки, медицинского обслуживания и другого.

### Гражданская безопасность
Планирование действий и работа с гражданами, координация ликвидации последствий стихийных бедствий являются ключевыми направлениями сотрудничества. Туркменистан наращивает свой потенциал гражданского реагирования на природные и техногенные чрезвычайные ситуации в консультациях с союзниками. Также идёт работа над подготовкой подразделений Туркменистана внести свой вклад в международные операции по оказанию чрезвычайной помощи. Это включает в себя процедуры обновления планирования и методы организации для спасательных операций. НАТО и страны-партнёры обмениваются необходимой информацией и активно участвуют в мероприятиях планирования гражданской обороны с целью оценки рисков, снижения уязвимости гражданского населения по отношению к терроризму, нападений с применением химических, биологических, радиологических и ядерных средств. Это включает разработку процедур урегулирования кризисов и активное участие в полевых учениях. Союзники по НАТО и партнёры выполняют план действий по планированию гражданской обороны, утверждённый Главным комитетом по планированию гражданской обороны. В частности, партнёры присоединяются к мероприятиям, выполняющимся на уровне Главного комитета, его комиссий и комитетов по вопросам планирования, чтобы продумать всевозможные варианты поддержки.

### Наука и окружающая среда
В рамках программы «Наука ради мира и безопасности», Туркменистан получил гранты более восьми совместных проектов для научно-экологического сотрудничества. Совместные проекты включают исследования радиологических рисков в Центральной Азии и предотвращения риска разливов нефти и загрязнения на Южном Каспии.
Туркменистан принимает участие в виртуальном проекте «Шёлковый проект», целью которого является улучшение доступа в Интернет для учёных и научных сообществ в странах Кавказа и Центральной Азии через сеть спутниковой связи. Успешной реализации проекта способствовала значительная поддержка, оказанная НАТО другими организациями, в том числе «Cisco Systems» и «Deutsches Elektronen-Synchrotron» (DESY), многонациональная компания по производству электронной техники, пожертвовала аппаратуру на 400 тысяч долларов США, которая будет установлена на восьми национальных станциях. «DESY», немецкий научно-исследовательский институт, который находится в Гамбурге, предложил бесплатно разместить у себя европейский сетевой центр и обеспечить техническое руководство сетью — эта услуга оценивается в 350 тысяч долларов США. Кроме того, «DESY» также дал согласие на подключение «Шёлковой сети» до «GEANT» (общеевропейской гигабитной исследовательской сети Европейского союза), что позволит пользователям «Шёлковой сети» соединяться с многочисленными другими исследовательскими сетями во всём мире. Эта услуга оценивается в 125 тысяч долларов США. В дополнение к этому Комиссия европейских сообществ предоставляет финансирование (220 тысяч долларов США) двум европейским университетам — Университетским колледжом Лондона и Университете Гронингена— для руководства проектом и предоставления услуг по поддержке объектов инфраструктуры.